# Combretum oyemense
Combretum oyemense là một loài thực vật có hoa trong họ Trâm bầu. Loài này được Exell mô tả khoa học đầu tiên năm 1936 publ. 1937.